# فيلي أير
فيلي أير (بالإنجليزية: Willie Eyre)‏ هو لاعب كرة قاعدة أمريكي، ولد في 21 يوليو 1978 في فوونتين فالي في الولايات المتحدة.

## وصلات خارجية
- فيلي أير على موقع دوري كرة القاعدة الرئيسي (الإنجليزية)
- فيلي أير على موقعبيزبول رفرنس.كوم (الدوري الرئيسي) (الإنجليزية)
- فيلي أير على موقعبيزبول رفرنس.كوم (الدوري الثانوي) (الإنجليزية)
- فيلي أير على موقع إي إس بي إن.كوم (أم.أل.بي) (الإنجليزية)
- فيلي أير على موقع مشجعي الرسوم البيانية (الإنجليزية)